# Melaleuca fluviatilis
Melaleuca fluviatilis är en myrtenväxtart som beskrevs av Bryan Alwyn Barlow. Melaleuca fluviatilis ingår i släktet Melaleuca och familjen myrtenväxter. Inga underarter finns listade i Catalogue of Life.